# A Game of Thrones (tegneserie)
A Game of Thrones er en tegneserie-udgave af George R. R. Martins fantasyroman Kampen om tronen, der er den første bog i A Song of Ice and Fire-serien. Serien bestod af fire albums, der udkom fra 2011 til 2014.
Der blev annoncert en fortæsttelse, Kongeres kamp, blev annonceret i marts 2017 baseret på bogen af samme navn, og den udkom i juni samme år.